# Live at Altromondo Part II
At Altromondo Part II, pubblicata nel 2004, è una doppia compilation mixata del dj italiano Gigi D'Agostino. La compilation fa parte di una serie registrata live nella discoteca Altromondo di Rimini.

## Tracce
CD 1
1. Reality (Fabio MC) 7:15
2. Deep And Dark (La Tana Del Suono) 6:03
3. Grey Scale (Subnerve) 6:44
4. Drop The Deal (La Tana Del Suono) 4:33
5. The Party Goes On (Zicky) 4:02
6. Muovendo (La Tana Del Suono) 8:24
7. Mother (La Tana Del Suono) 4:39
8. Nascendo (La Tana Del Suono) 6:59
9. Rock The Sun (Sunset Mix) (Spolvet) 7:33
10. Mind (La Tana Del Suono) 2:45
11. Crescendo (La Tana Del Suono) 4:43
12. Amorelettronico (Gigi D'Agostino) 11:27

CD 2
1. Sonata (Gigi D'Agostino) 4:20
2. Paura E Nobiltà (Gigi D'Agostino) 5:22
3. Drifting Sideways (Gigi D'Agostino Viaggio Mix) (De / Vision) 5:23
4. Complex (Gigi D'Agostino) 7:12
5. Soleado (Gigi & Molly) 6:43
6. Once Upon A Time (Elettrogang) 4:53
7. Gigi's Goodnight (Gigi D'Agostino & Pandolfi) 7:20
8. Deeper (Gigi D'Agostino Viaggio Mix) (Soulkeeper) 5:43
9. Silence (Gigi D'Agostino) 10:07
10. Con Il Nastro Rosa (Gigi & Molly) 4:44
11. C'Era Una Volta (Beldemandis) 4:35